# Leichtathletik-Europameisterschaften 1946/Diskuswurf der Frauen

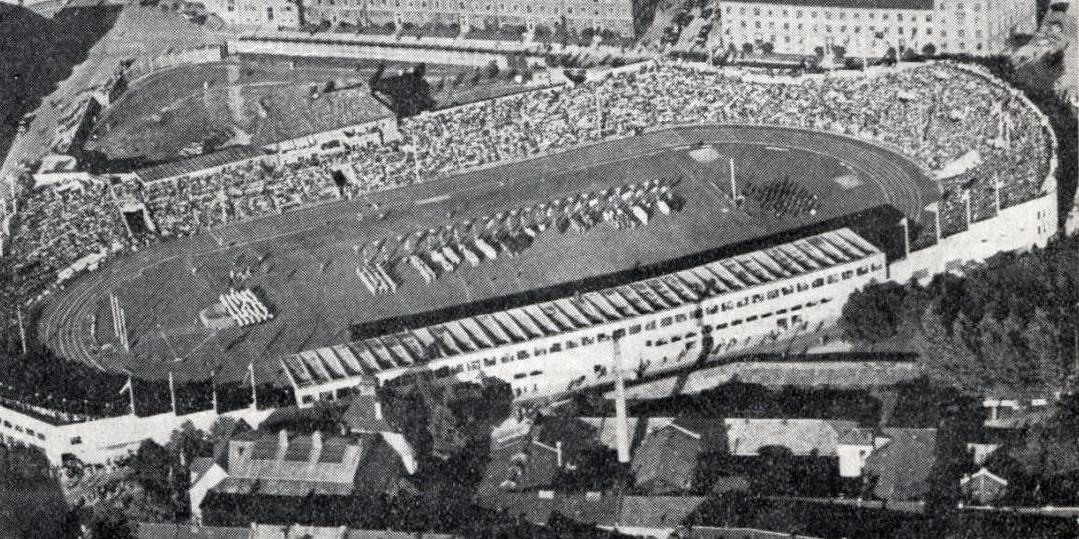
Das Bislett-Stadion in Oslo kurz nach den Europameisterschaften

Der Diskuswurf der Frauen bei den Leichtathletik-Europameisterschaften 1946 wurde am 23. August 1946 im Bislett-Stadion der norwegischen Hauptstadt Oslo ausgetragen.
Europameisterin wurde die sowjetische Werferin Nina Dumbadse. Sie gewann vor der Niederländerin Ans Niesink. Bronze ging an die Polin Jadwiga Wajs.

## Rekorde

### Bestehende Rekorde
| Weltrekord           | 48,31 m | Gisela Mauermayer | Berlin, Deutsches Reich                     | 11. Juli 1936      |
| Europarekord         | 48,31 m | Gisela Mauermayer | Berlin, Deutsches Reich                     | 11. Juli 1936      |
| Meisterschaftsrekord | 44,80 m | Gisela Mauermayer | EM Wien, Deutsches Reich (heute Österreich) | 18. September 1938 |

### Rekordegalisierung
Die sowjetische Europameisterin Nina Dumbadse egalisierte in der Qualifikation am 23. August den bestehenden Meisterschaftsrekord von 44,80 m. Zum Welt- und Europarekord fehlten ihr 3,51 Meter. Im Finale wurde sie dann mit einer um 28 Zentimeter kürzeren Weite Europameisterin.

## Qualifikation
23. August 1946
Die neun Teilnehmerinnen traten zu einer gemeinsam in einer Gruppe durchgeführten Qualifikation an. Für das Finale qualifizierten sich die besten acht Werferinnen – hellblau unterlegt. Die in der Qualifikation erzielten Weiten wurden wie heute nicht für das Endresultat mitgewertet.

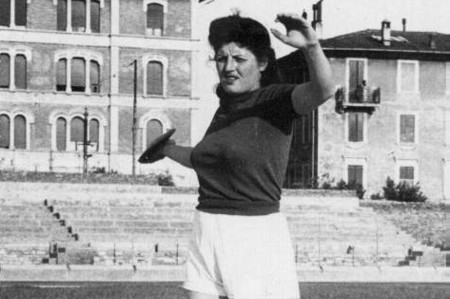
Edera Cordiale schied ohne gültigen Versuch in der Qualifikation aus

| Platz | Name               | Nation         | Weite (m) |
| ----- | ------------------ | -------------- | --------- |
| 1     | Nina Dumbadse      | Sowjetunion    | 44,80 CRe |
| 2     | Jadwiga Wajs       | Polen          | 39,960000 |
| 3     | Tatjana Sewrjukowa | Sowjetunion    | 38,550000 |
| 4     | Ans Niesink        | Niederlande    | 37,480000 |
| 5     | Gudrun Eklund      | Schweden       | 36,550000 |
| 6     | Helena Stachowicz  | Polen          | 32,920000 |
| 7     | Irena Dobrzańska   | Polen          | 31,970000 |
| 8     | Kathleen Dyer      | Großbritannien | 28,600000 |
| NM    | Edera Cordiale     | Italien        | ogV0000   |

## Finale

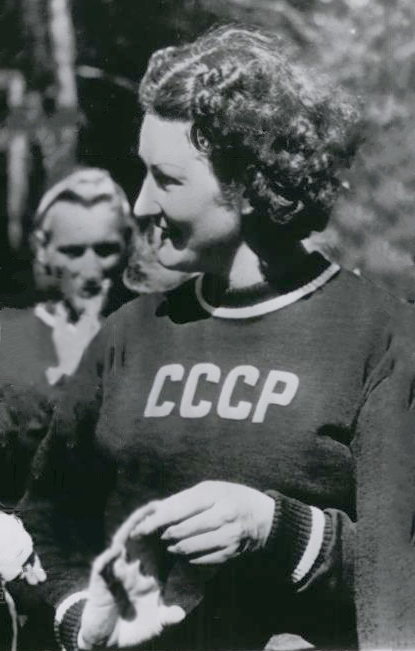
Europameisterin Nina Dumbadse
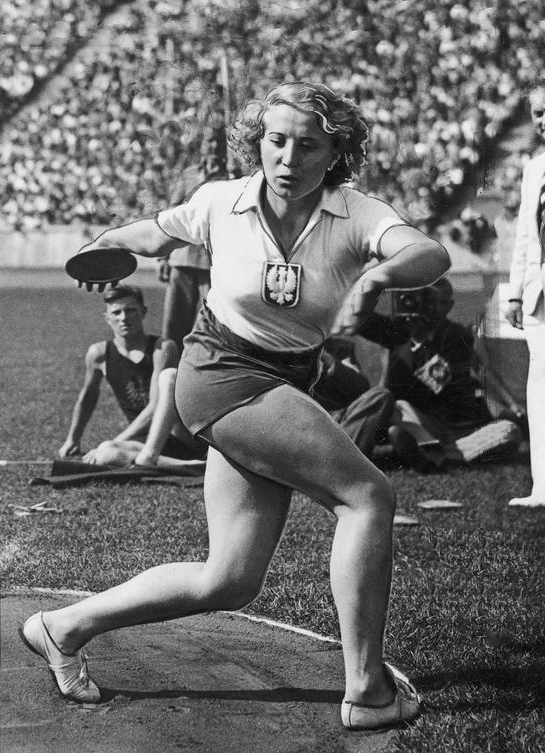
Bronzemedaillengewinnerin Jadwiga Wajs

23. August 1946
| Platz | Name               | Nation         | Weite (m) |
| ----- | ------------------ | -------------- | --------- |
| 1     | Nina Dumbadse      | Sowjetunion    | 44,52     |
| 2     | Ans Niesink        | Niederlande    | 40,46     |
| 3     | Jadwiga Wajs       | Polen          | 39,37     |
| 4     | Gudrun Eklund      | Schweden       | 36,90     |
| 5     | Irena Dobrzańska   | Polen          | 36,30     |
| 6     | Tatjana Sewrjukowa | Sowjetunion    | 34,05     |
| 7     | Helena Stachowicz  | Polen          | 31,81     |
| 8     | Kathleen Dyer      | Großbritannien | 31,34     |